# Aeshna rustica
Aeshna rustica är en trollsländeart som beskrevs av Zetterstedt 1840. Aeshna rustica ingår i släktet mosaiktrollsländor, och familjen mosaiktrollsländor. Inga underarter finns listade i Catalogue of Life.